# Prostata
Prostata (blærehalskirtlen (12)) er beliggende i prostatalogen. Prostata er tetraede formet med basis mod blæren, og apex lejret på diaphragma urogenitale. Prostata har en størrelse på 2x3x4 cm, og konsistensen er fast elastisk, grundet et højt indhold af glatmuskulatur og bindevæv. Den sidder lige under mandens urinblære, og gennemløbes af urinrøret samt ductus ejaculatorius, der er sammensmeltningen af ductus ekstretorius fra sædblæren, samt sædlederen. Den normale prostata vejer 15-25 gram og består egentlig af mange små kirtler, som producerer hovedparten af sædvæsken.
De fleste organer bliver mindre med alderen, men prostata har en tilbøjelighed til at udvikle en godartet forstørrelse (hyperplasi). Det mandlige kønshormon testosteron stimulerer væksten. Den godartede forstørrelse af prostata er ikke kræft; den kan klemme på urinrøret og give problemer med vandladningen. Forstørrelsen begynder ofte i 50-års-alderen og kan behandles med medicin eller operation.
Ved at undersøge prostata i mikroskop ses kræftlignende celleforandringer hos mere end 30% af mændene over 50 år - og op til 80% ved 80-årige.
- Wikimedia Commons har flere filer relateret til Prostata

| Anatomi | Spire Denne artikel om anatomi er en spire som bør udbygges. Du er velkommen til at hjælpe Wikipedia ved at udvide den. |